# Strigi
Strigi ist ein freier Daemon zur Indizierung von Informationen zur Desktopsuche.
Die Software ist portabel, hat einen geringen Speicherverbrauch und ist sehr schnell.

## Innenleben
Der in C++ geschriebene Daemon indiziert mit einem Crawler, der mit niedrigster Priorität (also bei Untätigkeit) im Hintergrund durch Dateien im Dateisystem der Festplatte, in Archivdateien, gespeicherte E-Mails, Chatlogs etc. läuft. Als Index-Backend können derzeit wahlweise hyperestraier, sqlite3, xapian oder üblicherweise CLucene, der schnellste der vier, verwendet werden. CLucene ist eine C++-Portierung von Lucene und basiert auf den JStreams-Klassen, die dem Durchsuchen von in Dateien enthaltenen Informationen dienen.
Zu jeder Datei wird eine SHA-1-Prüfsumme gespeichert, um identische Inhalte effizient erkennen zu können.

## Geschichte
Ins Leben gerufen wurde Strigi von Jos van den Oever, der die JStreams-Klassen geschrieben hat, die dann in CLucene integriert wurden. Dieser Crawler sollte ursprünglich in Kat integriert werden, wobei er dann jedoch wegen schleppender Entwicklungen beim Kat-Projekt einen eigenen kleinen Daemon dafür geschrieben hat, der dann damit indiziert. Der Name kommt von den Strigiformes, dem lateinischen Namen für die biologische Ordnung der Eulen.

## Verwendung
Der Strigi-Daemon stellt nur das Backend für eine Suchfunktionalität dar. Die Frontends werden separat von Arbeitsumgebungen und Anwendungsprogrammen gebildet. KDE 4 nutzt standardmäßig die Strigi-Schnittstelle zur Dateiindizierung und kombiniert dies mit der NEPOMUK-Datenbasis, deren Meta-Daten im Strigi-Index mitverwendet werden. Benutzergerichtete Suchfunktionen werden einerseits direkt von KIO-Slaves in den Dateimanagern Dolphin und Konqueror sowie allen Datei-Dialogen angeboten, es existieren aber auch dedizierte grafische und kommandozeilenorientierte Clients.
Die Desktop-Umgebung Gnome nutzt nach Beagle hauptsächlich die eigene Lösung Meta Tracker zur Indizierung und Suche, es existiert aber ein Plug-in zur Integration der Strigi-Funktionalität in die Such- und Navigationsleiste Deskbar.

## Alternativen
Siehe Liste von Desktop-Suchprogrammen